# Étainhus
Étainhus ist eine französische Gemeinde mit 1.209 Einwohnern (Stand: 1. Januar 2022) im Département Seine-Maritime in der Region Normandie. Sie gehört zum Arrondissement Le Havre und zum Kanton Saint-Romain-de-Colbosc. Die Einwohner werden Stainhusiens und Stainhusiennes genannt.

## Geographie
Étainhus liegt etwa 17 Kilometer nordöstlich von Le Havre in der Naturregion Pays de Caux. Umgeben wird Étainhus von den Nachbargemeinden Angerville-l’Orcher im Norden und Westen, Graimbouville im Norden und Osten, Gommerville im Osten und Südosten, Épretot im Süden, Sainneville im Süden und Südwesten sowie Manéglise im Westen und Nordwesten.
Durch den Südosten der Gemeinde führt die Autoroute A29.

## Toponymie
Der Name der Gemeinde Étainhus taucht erstmals im 12. Jahrhundert in der Form „Esteighus“ und „Esteinhues“ auf. Étainhus kommt von der Wikingersprache „steinn“, was auf germanisch „Stein“ bedeutet und vom angelsächsischen „Hus“, was „Haus“ bedeutet.

## Wappen
Das im Wappen dargestellte Wikingerschiff bezieht sich auf die skandinavischen Boote der Wikinger. Tatsächlich bot der Vertrag von Saint-Clair-sur-Epte im Jahr 911 Rollo, dem normannischen Anführer, das Lehen Neustrien an, das später „Normandie“ genannt wurde. Rollo war ein Nachkomme der Wikinger.
Die beiden Muscheln und die Schlüssel auf dem Wappen verweisen auf den Zusammenschluss der Gemeinden Étainhus und Prétot im Jahre 1823. Die Muscheln erinnern an Jakobus den Älteren, den Schutzpatron der Gemeinde Étainhus. Die Schlüssel gehören dem Heiligen Petrus, dem Schutzpatron von Prétot.

## Einwohnerentwicklung

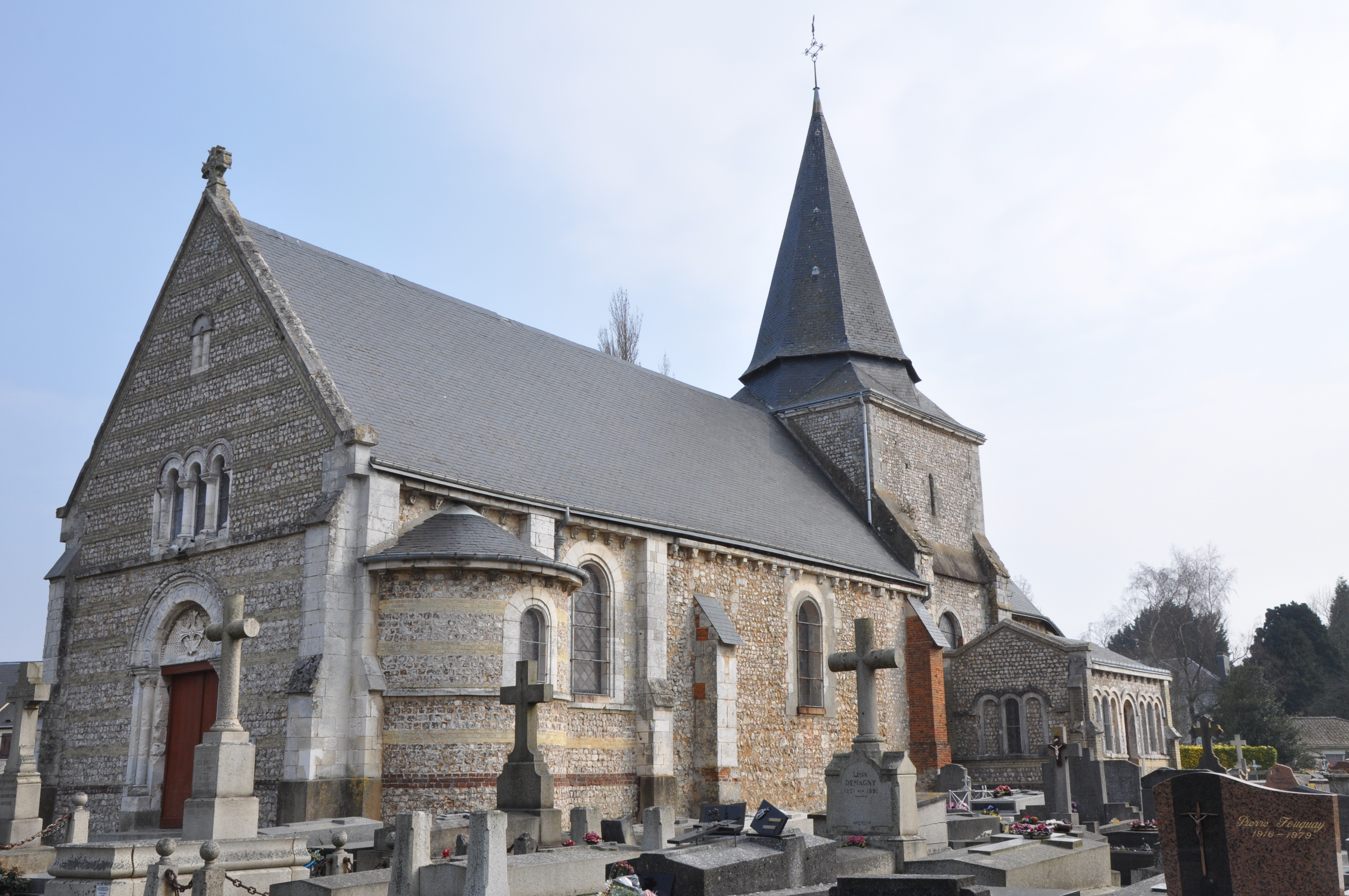
Pfarrkirche Saint-Jacques

| Jahr      | 1962 | 1968 | 1975 | 1982 | 1990 | 1999  | 2006  | 2013  | 2020  |
| --------- | ---- | ---- | ---- | ---- | ---- | ----- | ----- | ----- | ----- |
| Einwohner | 529  | 531  | 542  | 609  | 926  | 1.007 | 1.043 | 1.089 | 1.203 |

## Sehenswürdigkeiten
- Pfarrkirche Saint-Jacques mit Ursprüngen aus dem 11. Jahrhundert